# ميناء بوسان
ميناء بوسان هو ميناء يقع بمدينة بوسان ويعد أكبر ميناء في كوريا الجنوبية. تأسس الميناء في 1876 كميناء صغير للبرط بين كوريا واليابان والصين.